# Maladera syriaca
Maladera syriaca är en skalbaggsart som beskrevs av Rudolph Petrovitz 1969. Maladera syriaca ingår i släktet Maladera och familjen Melolonthidae. Utöver nominatformen finns också underarten M. s. jeraschiensis.